# Freestyle ai XXII Giochi olimpici invernali - Ski cross femminile
Tra le competizione del freestyle ai XXII Giochi olimpici invernali di Soči (in Russia), si è tenuto lo ski cross femminile. L'evento si è svolto il 21 febbraio sul tracciato di Krasnaja Poljana.
Detentrice del titolo di campionessa olimpica uscente era la canadese Ashleigh McIvor, che vinse a Vancouver 2010, sul tracciato di Whistler (in Canada), precedendo norvegese Hedda Berntsen (medaglia d'argento) e la francese Marion Josserand (medaglia di bronzo).
Alla gara avrebbe dovuto partecipare anche la russa Marija Komissarova, la quale si è gravemente infortunata durante un allenamento pochi giorni prima dell'evento, rimanendo paralizzata dalla vita in giù.
La medaglia d'oro è stata vinta dalla canadese Marielle Thompson, che ha preceduto la connazionale Kelsey Serwa, medaglia d'argento, e la svedese Anna Holmlund, medaglia di bronzo.

## Risultati

### Ottavi di finale
Ottavo di finale 1
| Pos. | Atleta                   | Nazione  | Note |
| ---- | ------------------------ | -------- | ---- |
| 1    | Kelsey Serwa             | Canada   | Q    |
| 2    | Fanny Smith              | Svizzera | Q    |
| 3    | Marielle Berger Sabbatel | Francia  |      |

Ottavo di finale 2
| Pos. | Atleta               | Nazione   | Note |
| ---- | -------------------- | --------- | ---- |
| 1    | Georgia Simmerling   | Canada    | Q    |
| 2    | Anna Wörner          | Germania  | Q    |
| 3    | Christina Staudinger | Austria   |      |
| 4    | Sami Kennedy-Sim     | Australia | DNF  |

Ottavo di finale 3
| Pos. | Atleta              | Nazione  | Note |
| ---- | ------------------- | -------- | ---- |
| 1    | Katrin Müller       | Svizzera | Q    |
| 2    | Stephanie Joffroy   | Cile     | Q    |
| 3    | Marte Høie Gjefsen  | Norvegia |      |
| 4    | Anastasia Chirtsova | Russia   | DNF  |

Ottavo di finale 4
| Pos. | Atleta          | Nazione   | Note |
| ---- | --------------- | --------- | ---- |
| 1    | Anna Holmlund   | Svezia    | Q    |
| 2    | Katrin Ofner    | Austria   | Q    |
| 3    | Andrea Zemanová | Rep. Ceca |      |

Ottavo di finale 5
| Pos. | Atleta            | Nazione | Note |
| ---- | ----------------- | ------- | ---- |
| 1    | Marielle Thompson | Canada  | Q    |
| 2    | Yulia Livinskaya  | Russia  | Q    |
| 3    | Alizée Baron      | Francia |      |

Ottavo di finale 6
| Pos. | Atleta           | Nazione   | Note |
| ---- | ---------------- | --------- | ---- |
| 1    | Sanna Lüdi       | Svizzera  | Q    |
| 2    | Katya Crema      | Australia | Q    |
| 3    | Nikol Kučerová   | Rep. Ceca |      |
| 4    | Marion Josserand | Francia   |      |

Ottavo di finale 7
| Pos. | Atleta           | Nazione   | Note |
| ---- | ---------------- | --------- | ---- |
| 1    | Sandra Näslund   | Svezia    | Q    |
| 2    | Jenny Owens      | Australia | Q    |
| 3    | Andrea Limbacher | Austria   |      |
| 4    | Jorinde Müller   | Svizzera  |      |

Ottavo di finale 8
| Pos. | Atleta          | Nazione  | Note |
| ---- | --------------- | -------- | ---- |
| 1    | Ophélie David   | Francia  | Q    |
| 2    | Karolina Riemen | Polonia  | Q    |
| 3    | Heidi Zacher    | Germania |      |

### Quarti di finale
Quarto di finale 1
| Pos. | Atleta             | Nazione  | Note |
| ---- | ------------------ | -------- | ---- |
| 1    | Kelsey Serwa       | Canada   | Q    |
| 2    | Fanny Smith        | Svizzera | Q    |
| 3    | Anna Wörner        | Germania | DNF  |
| 4    | Georgia Simmerling | Canada   | DNF  |

Quarto di finale 2
| Pos. | Atleta            | Nazione  | Note |
| ---- | ----------------- | -------- | ---- |
| 1    | Katrin Ofner      | Austria  | Q    |
| 2    | Anna Holmlund     | Svezia   | Q    |
| 3    | Katrin Müller     | Svizzera |      |
| 4    | Stephanie Joffroy | Cile     | DNF  |

Quarto di finale 3
| Pos. | Atleta            | Nazione   | Note |
| ---- | ----------------- | --------- | ---- |
| 1    | Marielle Thompson | Canada    | Q    |
| 2    | Katya Crema       | Australia | Q    |
| 3    | Yulia Livinskaya  | Russia    |      |
| 4    | Sanna Lüdi        | Svizzera  | DNF  |

Quarto di finale 4
| Pos. | Atleta          | Nazione   | Note |
| ---- | --------------- | --------- | ---- |
| 1    | Ophélie David   | Francia   | Q    |
| 2    | Sandra Näslund  | Svezia    | Q    |
| 3    | Jenny Owens     | Australia |      |
| 4    | Karolina Riemen | Polonia   | DNF  |

### Semifinali
Semifinale 1
| Pos. | Atleta        | Nazione  | Note |
| ---- | ------------- | -------- | ---- |
| 1    | Anna Holmlund | Svezia   | BF   |
| 2    | Kelsey Serwa  | Canada   | BF   |
| 3    | Katrin Ofner  | Austria  | SF   |
| 4    | Fanny Smith   | Svizzera | SF   |

Semifinale 2
| Pos. | Atleta            | Nazione   | Note |
| ---- | ----------------- | --------- | ---- |
| 1    | Marielle Thompson | Canada    | BF   |
| 2    | Ophélie David     | Francia   | BF   |
| 3    | Katya Crema       | Australia | SF   |
| 4    | Sandra Näslund    | Svezia    | SF   |

### Finali
Finale A
| Pos. | Atleta            | Nazione | Note |
| ---- | ----------------- | ------- | ---- |
|      | Marielle Thompson | Canada  |      |
|      | Kelsey Serwa      | Canada  |      |
|      | Anna Holmlund     | Svezia  |      |
| 4    | Ophélie David     | Francia |      |

Finale B
| Pos. | Atleta         | Nazione   | Note |
| ---- | -------------- | --------- | ---- |
| 5    | Sandra Näslund | Svezia    |      |
| 6    | Katrin Ofner   | Austria   |      |
| 7    | Katya Crema    | Australia |      |
| 8    | Fanny Smith    | Svizzera  |      |

Data: Venerdì 21 febbraio 2014 

Qualificazioni

Ora locale: 11:45 

Finale

Ora locale: 13:30 
 
Pista: 

Partenza: m, arrivo:m

Lunghezza: m, dislivello: m

Tracciatore:, porte 

Legenda:
- DNS = non partito (did not start)
- DNF = prova non completata (did not finish)
- DSQ = squalificato (disqualified)
- Pos. = posizione